# Allen Varney
Allen Varney (Saint Louis, 1958) è un autore di giochi statunitense.
Varney ha prodotto numerosi libri, supplementi, manuali tecnici, articoli, recensioni, rubriche e storie per giochi di ruolo, oltre al romanzo fantasy Cast of Fate edito da TSR nel 1996. Dagli anni 1990 è attivo principalmente nella creazione di videogiochi per computer.

## Biografia
Varney è nato a Saint Louis in Missouri nel 1958; dopo il diploma alla Reno High School nel 1976, ha conseguito due Bachelor of Arts in inglese e storia presso l'Università del Nevada-Reno.

### Attività nel campo dei giochi di ruolo e da tavolo
Varney iniziò la carriera di autore di giochi nel 1983, quando ideò il gioco di ruolo tipo carta e matita Necromancer pubblicato dalla Steve Jackson Games. Tra il 1984 e il 1986 lavorò come assistente redattore per la Steve Jackson Games insieme a Warren Spector (poi divenuto redattore capo dell'azienda) e per la rivista Space Gamer. Varney e Spector scrissero nel 1985 il supplemento Send in the Clones per il gioco di ruolo Paranoia della West End Games, mentre nel 1986 Varney scrisse Son of Toon, il terzo supplemento per il gioco di ruolo Toon della Steve Jackson Games. Nel 1986 Varney lasciò la Steve Jackson Games per operare da autore indipendente; da questo momento in poi, scrisse un gran numero di supplementi di giochi per varie compagnie come la TSR, la FASA, la West End Games e la White Wolf.
Tra il 1987 e il 1992 Varney lavorò per TSR scrivendo vari supplementi ed espansioni per il gioco di ruolo Dungeons & Dragons, come la trilogia "Blood Brethren" (Nightwail, Nightrage, Nightstorm), Five Coins for a Kingdom, Wildspace per l'ambientazione Spelljammer, Veiled Alliance e vari librogame per l'ambientazione Dark Sun, le espansioni Ariya, Binsada e Talinie per l'ambientazione Birthright; scrisse anche moduli per le ambientazioni Ravenloft, Planescape e Forgotten Realms, oltre a svolgere il ruolo di critico dei giochi ed editorialista di notizie per la rivista Dragon. Nel 1987 Varney scrisse il librogame The Vanishing City per la serie Advanced Dungeons & Dragons Adventure Gamebooks, mentre nel 1995 scrisse il librogame Galactic Challenge per il regolamento Amazing Engine. Nel 1993 scrisse un set di espansione per il gioco di carte collezionabili Magic: l'Adunanza, che tuttavia non venne pubblicato; il set fece poi da base per la versione web Vanguard del gioco, con Varney accreditato per l'idea originaria.
Varney lavorò come redattore per una nuova versione del gioco Paranoia, pubblicata nel 2004: scrisse il nuovo sistema di regole e confezionò la linea di supporto del gioco con l'aiuto del suo studio "Traitor Recycling Studio" per conto nella Mongoose Publishing fino al 2006, quando il gioco fu messo in attesa. Più recentemente, Varney ha gestito il sito internet Bundle of Holding, distribuendo una serie di offerte limitate nel tempo di pacchetti di file di gioco di ruolo con licenza ma senza DRM.

### Attività nel campo dei videogiochi
Parallelamente alla sua attività nei giochi da tavolo, Varney fu anche impegnato nello sviluppo di videogiochi e documentazione relativa a essi per compagnie come Origin Systems, Interplay Entertainment, Prodigy, Acclaim Entertainment, Looking Glass Technologies, MicroProse e Sony Online Entertainment; scrisse i dialoghi dei personaggi per il gioco Star Wars: Galaxies del 2003 e lavorò nuovamente con Warren Spector per il gioco Epic Mickey - La leggendaria sfida di Topolino del 2010.
Nel 2004 la Enspire Learning produsse una versione per computer di Executive Challenge, una simulazione di leadership ed etica professionale multigiocatore elaborata da Varney; Executive Challenge fu recensito positivamente dal The Wall Street Journal.
Varney scrisse inoltre vari articoli per la rivista online di videogiochi Escapist Magazine.